# Tipula luteidorsata
Tipula luteidorsata är en tvåvingeart som beskrevs av Alexander 1971. Tipula luteidorsata ingår i släktet Tipula och familjen storharkrankar.
Artens utbredningsområde är Panama. Inga underarter finns listade i Catalogue of Life.